# ترستنا (ورانگه)
ترستنا (به صربی: Trstena) یک منطقهٔ مسکونی در صربستان است که در ناحیه پچینیا واقع شده‌است. ترستنا ۱۵٫۲۹ کیلومتر مربع مساحت و ۴۳ نفر جمعیت دارد و ۸۲۳ متر بالاتر از سطح دریا واقع شده‌است.